# Butterfly koi

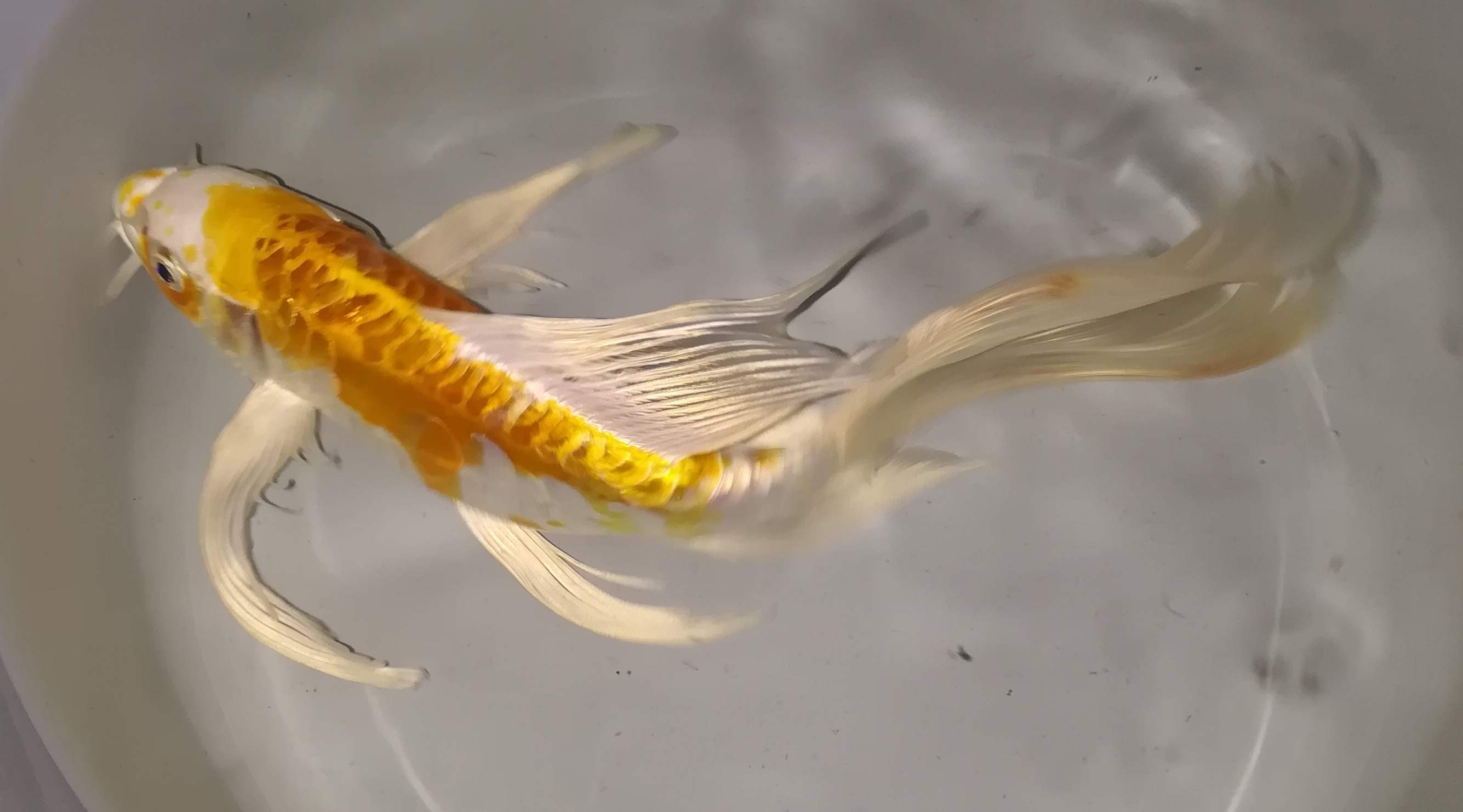
Butterfly Koi

Butterfly Koi, Longfin Koi eller Dragon Karp är en typ av dammfisk som kännetecknas av sina långsträckta fenor. Fiskarten tillhör karpfiskarna.

### Webbkällor
- Historien och utvecklingen av långfenad koi

## Weblinks
- Wikimedia Commons har media som rör Butterfly koi.